# 錫格蒂納
錫格蒂納（瑞典語：Sigtuna，瑞典語發音：[ˈsɪ̂kːˌtʉːna]），又译作西格图纳、西格图娜，是瑞典斯德哥尔摩省锡格蒂纳市镇内的城区，与所属市镇同名，但该市镇的治所在迈什塔。在历史上它属于烏普蘭。它位于斯德哥尔摩西北约50公里，面积4.57平方公里，有8,444名居民（2010年）。

## 地理
錫格蒂納相当平坦，大多数地区用作农业。市的东南部有一座鸟类保护湖。梅拉伦湖的一条支流是錫格蒂納的南境。在市的南部有几座瑞典最漂亮的宫殿。斯德哥爾摩－阿蘭達機場位于市区的中央。

## 经济
錫格蒂納以服务业为主。斯德哥爾摩－阿蘭達機場有1.3万多职工，是当地最大的雇主。此外市内还有许多国家教育和学校设施以及会议中心。一些中小工业企业也在錫格蒂納落户。